# Caso Roe contra Wade
El caso Roe contra Wade o Roe vs. Wade fue el litigio judicial ocurrido en 1973 en el que la Corte Suprema de los Estados Unidos dictaminó que la Constitución de Estados Unidos protege la libertad de una mujer embarazada para elegir abortar sin excesivas restricciones gubernamentales. Anuló muchas leyes federales y estatales sobre el aborto, y provocó un debate nacional en Estados Unidos sobre si debe ser legal y hasta qué punto, quién debe decidir la legalidad del aborto, qué métodos debe utilizar la Corte Suprema en la adjudicación constitucional y cuál debe ser el papel de las opiniones religiosas y morales en la esfera política. Este caso reconfiguró la política estadounidense, dividiendo a gran parte de los Estados Unidos en movimientos a favor y en contra del aborto, a la vez que activó movimientos de base en ambos bandos. El dictamen fue anulado el 24 de junio de 2022 por la sentencia Dobbs v. Jackson Women’s Health Organization, dándole vía libre a los estados de restringir o incluso prohibir en su totalidad el aborto.
La decisión se refería al caso de Norma McCorvey —conocida en su demanda con el seudónimo de "Jane Roe"— que en 1969 se quedó embarazada de su tercer hijo. McCorvey quería abortar, pero vivía en Texas, donde el aborto era ilegal, excepto cuando era necesario para salvar la vida de la madre. La remitieron a las abogadas Sarah Weddington y Linda Coffee, que presentaron una demanda en su nombre ante un tribunal federal de Estados Unidos contra el fiscal del distrito local, Henry Wade, alegando que las leyes de aborto de Texas eran inconstitucionales. Un panel de tres jueces del Tribunal de Distrito de Estados Unidos para el Distrito Norte de Texas vio el caso y falló a su favor. El Estado de Texas apeló entonces esta sentencia directamente ante la Corte Suprema de Estados Unidos.
En enero de 1973, el Tribunal Supremo emitió una decisión de 7 a 2 en la que dictaminaba que la Cláusula del Debido Proceso de la Decimocuarta Enmienda de la Constitución de los Estados Unidos proporciona un "derecho a la intimidad" que protege el derecho de una mujer embarazada a elegir si quiere o no abortar. Pero también dictaminó que este derecho no es absoluto, y que debe sopesarse con los intereses del gobierno en la protección de la salud de la mujer y la protección de la vida prenatal. La Corte resolvió esta prueba de equilibrio vinculando la regulación estatal del aborto a los tres trimestres del embarazo: durante el primer trimestre, los gobiernos no podían prohibir el aborto en absoluto; durante el segundo trimestre, los gobiernos podían exigir regulaciones sanitarias razonables; durante el tercer trimestre, los abortos podían prohibirse por completo siempre que las leyes contuvieran excepciones para los casos en que fueran necesarios para salvar la vida o la salud de la madre. La Corte calificó de "fundamental" el derecho a decidir abortar, lo que obligaba a los tribunales a evaluar las leyes de aborto impugnadas bajo el criterio de "escrutinio estricto", el nivel más alto de revisión judicial en Estados Unidos.
Roe fue criticado por algunos miembros de la comunidad jurídica estadounidense, algunos miembros de dicha comunidad han calificado la decisión como una forma de activismo judicial. La Corte Suprema revisó y modificó los dictámenes jurídicos de Roe en su decisión de 1992 Planned Parenthood v. Casey. En el caso Casey, la Corte reafirmó la posición de Roe de que el derecho de la mujer a decidir abortar está constitucionalmente protegido, pero abandonó el marco trimestral de Roe a favor de un criterio basado en la viabilidad del feto y anuló el requisito de Roe de que las regulaciones gubernamentales sobre el aborto se revisen bajo el criterio de escrutinio estricto.

## Historia del caso
En 1970, las abogadas recién graduadas de la Facultad de Derecho de la Universidad de Texas, Linda Coffee y Sarah Weddington, presentaron una demanda en Texas representando a Norma L. McCorvey («Jane Roe»). McCorvey sostenía que su embarazo había sido producto de una violación. El fiscal de distrito del Condado de Dallas, Texas, Henry Wade, que representaba al Estado de Texas, se oponía al aborto. El Tribunal del Distrito falló a favor de Jane Roe, pero rehusó establecer una restricción en contra de las leyes sobre aborto.
El caso fue apelado en reiteradas oportunidades hasta que finalmente llegó a la Corte Suprema de los Estados Unidos, la que finalmente en 1973 decidió que la mujer, amparada en el derecho a la privacidad —bajo la «cláusula del debido proceso» de la Decimocuarta Enmienda— podía elegir si continuaba o no con el embarazo; ese derecho a la privacidad se consideraba un derecho fundamental bajo la protección de la Constitución de los EE. UU. y por lo tanto no podía legislarse en su contra por ningún estado.
«Jane Roe» dio a luz a su hija mientras el caso aún no se había decidido. La bebé fue dada en adopción. Roe v. Wade, 410 U.S. 113 (1973) fue decidido finalmente por el Tribunal Supremo de los Estados Unidos, dando lugar a una decisión histórica en materia de aborto. Según esta decisión, la mayoría de las leyes contra el aborto en los Estados Unidos violaban el «derecho constitucional a la privacidad bajo la "cláusula del debido proceso"» de la “Decimocuarta enmienda” de la Constitución. La decisión obligó a modificar todas las leyes federales y estatales que proscribían o que restringían el aborto y que eran contrarias a la nueva decisión.

### Anulación
El 1 de diciembre de 2021 se vio la causa Dobbs v. Jackson Women’s Health Organization. El 3 de mayo de 2022, Político obtuvo un borrador inicial filtrado sobre la opinión mayoritaria escrita por el juez Samuel Alito que sugería que la posición de la Suprema Corte se inclinaba a revertir Roe y Casey con relación a la decisión final pendiente en Dobbs v. Jackson Women's Health Organization. El presidente de la Corte Suprema John Roberts confirmó la autenticidad del documento filtrado en una declaración hecha el día siguiente, sin embargo indicó que "no representa una decisión de parte de la Corte ni postura final de ningún miembro sobre los temas abordados en el caso".
La decisión del caso Roe contra Wade fue anulada por la Corte Suprema el 24 de junio de 2022 en el caso Caso Dobbs contra Jackson Women's Health Organization, por seis votos a favor y tres en contra.
"La Constitución no confiere un derecho al aborto; Roe v. Wade, 410 U. S. 113, y Planned Parenthood of Southeastern Pa. v. Casey, 505 U. S. 833, son anulados; la autoridad para regular el aborto se devuelve al pueblo y a sus representantes elegidos".
Según el dictamen, «la Constitución no hace ninguna referencia al aborto y ninguno de sus artículos protege implícitamente este derecho», por lo que el caso Roe vs. Wade «debe ser anulado».

## En la cultura popular
El capítulo 83 de la quinta temporada de la serie médica New Amsterdam , llamado Quizás mañana emitido el 1 de noviembre de 2022, muestra cómo el personal del hospital se enfrenta a los efectos de la anulación del fallo Roe v Wade por parte de la Corte Suprema de los Estados Unidos.
En la canción «TV» de Billie Eilish, perteneciente a su EP Guitar Songs (2022), se alude a esta misma decisión judicial al final de la segunda estrofa.